# Jan Pijnenburg
Johannes Baptist Norbertus (Jan) Pijnenborg (født 15. februar 1906, død 2. december 1979) var en cykelrytter fra Holland; han kørte primært banecykling.
Pijnenburg deltog for Holland ved OL 1928 i Amsterdam, hvor han sammen med Janus Braspennincx, Jan Maas, Piet van der Horst og Gerard Bosch van Drakenstein udgjorde holdet til 4000 m holdforfølgelsesløb. Hollænderne vandt indledende match mod Schweiz, der blev indhentet efter 3000 m, kvartfinalen mod Polen med forspring på 200 m samt semifinalen mod Frankrig med fem meter, inden de i finalen tabte til Italien med femten meter. Pijnenburg kørte i alle de fire matcher.
Han kørte i sin karriere 50 seksdagesløb og vandt de 17. Den næstsidste sejr kom ved Københavns seksdagesløb i 1936 sammen med makker Frans Slaats.